# Wang Dan
Wang Dan (19 de janeiro de 1976) é uma triatleta profissional chinesa. 

## Carreira

### Sydney 2000
Wang Dan disputou os Jogos de Sydney 2000, terminando em 32º lugar com o tempo de 2:08:49.10. 